# Kathy Manderino
Kathy M. Manderino, född 28 oktober 1958, är en amerikansk demokratisk politiker som är ledamot i Pennsylvanias spelkontrollnämnd. Hon var tidigare Pennsylvanias arbets- och industriminister i guvernör Tom Wolfs administration mellan maj 2015 och augusti 2017. Tidigare var hon ledamot i Pennsylvanias representanthus och representerade dess 194:e distrikt mellan ån 1993 och 2010.

## Biografi
Manderinos far, James, var ledamot i Pennsylvanias representanthus mellan 1967 och 1989 samt tjänstgjorde som dess 133:e talman under sitt sista år. År 2003 nämnde den politiska webbplatsen PoliticsPA henne som en möjlig efterträdare till Bill DeWeese, som då var oppositionsledare i representanthuset.
År 2008 meddelade Manderino sin kandidatur till posten som majoritetsledare i representanthuset men förlorade mot Todd Eachus. Två år senare tillkännagav hon sin pensionering, och hennes plats togs över av partikollegan Pamela DeLissio.
År 2015, efter att demokraten Tom Wolf valts till guvernör, nominerades Manderino till posten som Pennsylvanias arbets- och industriminister. Hennes utnämning bekräftades av delstatens senat i maj samma år. I juli 2017 meddelade Wolf att Manderino skulle lämna sin ministerpost för att bli ledamot i Pennsylvanias spelkontrollnämnd, där hon har tjänstgjort sedan den 1 augusti 2017.